# 276e régiment d'infanterie territoriale
Le 276e régiment d'infanterie territoriale est un régiment d'infanterie de l'armée de terre française qui a participé à la Première Guerre mondiale.

## Création et différentes dénominations
- Janvier 1917: Dissolution

## Historique des garnisons, combats et batailles du276eRIT

### Première Guerre mondiale

#### Affectations
- 104e Division d'Infanterie Territoriale, d'août 1914 à novembre 1916

## Drapeau
Il ne porte aucune inscription.